# Nascar Winston Cup Series 2002
Nascar Winston Cup Series 2002 var den 54:e upplagan av den främsta divisionen av professionell stockcarracing i USA sanktionerad av National Association for Stock Car Auto Racing.
Säsongen bestod av 36 race och inleddes på Daytona International Speedway med uppvisningsloppen Budweiser Shootout 10 februari och Gatorade 125s 14 februari, vilket även var slutkval till den 44:e upplagan av Daytona 500. Säsongen avslutades 17 november på Homestead-Miami Speedway med Ford 400. Serien vanns av Tony Stewart, vilket var hans första av sammanlagt tre mästerskapstitel. Ford vann märkesmästerskapet.

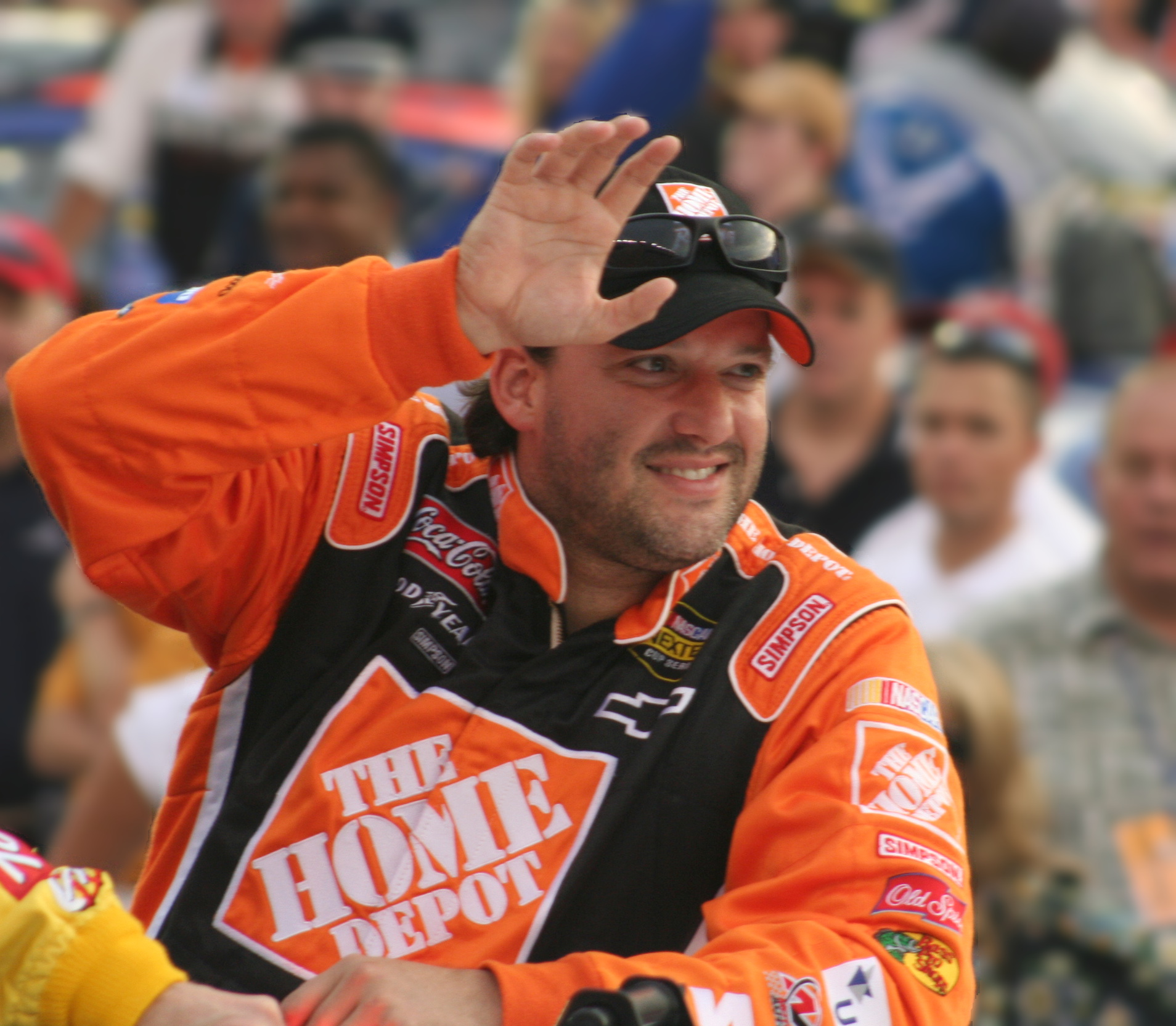
Tony Stewart vann förarmästerskapet.

## Tävlingskalender
| Nr | Officiellt namn                              | Bana                                                        | Datum        |
| -- | -------------------------------------------- | ----------------------------------------------------------- | ------------ |
| U  | Budweiser Shootout                           | Daytona International Speedway, Daytona Beach, Florida      | 10 februari  |
| KV | Gatorade 125s                                | Daytona International Speedway, Daytona Beach, Florida      | 14 februari  |
| 1  | Daytona 500                                  | Daytona International Speedway, Daytona Beach, Florida      | 17 februari  |
| 2  | Subway 400                                   | North Carolina Speedway, Rockingham, North Carolina         | 24 februari  |
| 3  | UAW-DaimlerChrysler 400                      | Las Vegas Motor Speedway, Las Vegas, Nevada                 | 3 mars       |
| 4  | MBNA America 500                             | Atlanta Motor Speedway, Hampton, Georgia                    | 10 mars      |
| 5  | Carolina Dodge Dealers 400                   | Darlington Raceway, Darlington, South Carolina              | 17 mars      |
| 6  | Food City 500                                | Bristol Motor Speedway, Bristol, Tennessee                  | 24 mars      |
| 7  | Samsung/RadioShack 500                       | Texas Motor Speedway, Fort Worth, Texas                     | 7 8 april    |
| 8  | Virginia 500                                 | Martinsville Speedway, Ridgeway, Virginia                   | 14 april     |
| 9  | Aaron's 499                                  | Talladega Superspeedway, Talladega, Alabama                 | 21 april     |
| 10 | Napa Auto Parts 500                          | California Speedway, Fontana, Kalifornien                   | 28 april     |
| 11 | Pontiac Excitement 400                       | Richmond International Raceway, Richmond, Virginia          | 4–5 maj      |
| U  | No Bull Sprint                               | Lowe's Motor Speedway, Concord, North Carolina              | 18 maj       |
| U  | Winston Open                                 | Lowe's Motor Speedway, Concord, North Carolina              | 18 maj       |
| U  | The Winston                                  | Lowe's Motor Speedway, Concord, North Carolina              | 18 maj       |
| 12 | Coca-Cola Racing Family 600                  | Lowe's Motor Speedway, Concord, North Carolina              | 26 maj       |
| 13 | MBNA Platinum 400                            | Dover International Speedway, Dover, Delaware               | 2 juni       |
| 14 | Pocono 500                                   | Pocono Raceway, Long Pond, Pennsylvania                     | 9 juni       |
| 15 | Sirius Satellite Radio 400                   | Michigan International Speedway, Brooklyn, Michigan         | 16 juni      |
| 16 | Dodge/Save Mart 350                          | Infineon Raceway, Sonoma, Kalifornien                       | 23 juni      |
| 17 | Pepsi 400                                    | Daytona International Speedway, Daytona Beach, Florida      | 6 juli       |
| 18 | Tropicana 400                                | Chicagoland Speedway, Joliet, Illinois                      | 14 juli      |
| 19 | New England 300                              | New Hampshire International Speedway, Loudon, New Hampshire | 21 juli      |
| 20 | Pennsylvania 500                             | Pocono Raceway, Long Pond, Pennsylvania                     | 28 juli      |
| 21 | Brickyard 400                                | Indianapolis Motor Speedway, Speedway, Indiana              | 4 augusti    |
| 22 | Sirius Satellite Radio at The Glen           | Watkins Glen International, Watkins Glen, New York          | 11 augusti   |
| 23 | Pepsi 400 presented by Farmer Jack           | Michigan International Speedway, Brooklyn, Michigan         | 18 augusti   |
| 24 | Sharpie 500                                  | Bristol Motor Speedway, Bristol, Tennessee                  | 24 augusti   |
| 25 | Mountain Dew Southern 500                    | Darlington Raceway, Darlington, South Carolina              | 1 september  |
| 26 | Chevrolet Monte Carlo 400                    | Richmond International Raceway, Richmond, Virginia          | 7 september  |
| 27 | New Hampshire 300                            | New Hampshire International Speedway, Loudon, New Hampshire | 15 september |
| 28 | MBNA All-American Heroes 400                 | Dover International Speedway, Dover, Delaware               | 22 september |
| 29 | Protection One 400                           | Kansas Speedway, Kansas City, Kansas                        | 29 september |
| 30 | EA Sports 500                                | Talladega Superspeedway, Talladega, Alabama                 | 6 oktober    |
| 31 | UAW-GM Quality 500                           | Lowe's Motor Speedway, Concord, North Carolina              | 13 oktober   |
| 32 | Old Dominion 500                             | Martinsville Speedway, Ridgeway, Virginia                   | 20 oktober   |
| 33 | Napa 500                                     | Atlanta Motor Speedway, Hampton, Georgia                    | 27 oktober   |
| 34 | Pop Secret Microwave Popcorn 400             | North Carolina Speedway, Rockingham, North Carolina         | 3 november   |
| 35 | Checker Auto Parts 500 presented by Pennzoil | Phoenix International Raceway, Phoenix, Arizona             | 10 november  |
| 36 | Ford 400                                     | Homestead-Miami Speedway, Homestead, Florida                | 17 november  |

## Resultat
| Nr | Tävling                                      | Pole position      | Flest ledda varv   | Vinnare            | Team                     | Konstruktör | Rapport |
| -- | -------------------------------------------- | ------------------ | ------------------ | ------------------ | ------------------------ | ----------- | ------- |
| U  | Budweiser Shootout                           | Kurt Busch         | Tony Stewart       | Tony Stewart       | Joe Gibbs Racing         | Pontiac     | Rapport |
| KV | Gatorade 125 #1                              | Jimmie Johnson     | Jeff Gordon        | Jeff Gordon        | Hendrick Motorsports     | Chevrolet   | Rapport |
| KV | Gatorade 125 #2                              | Kevin Harvick      | Michael Waltrip    | Michael Waltrip    | Dale Earnhardt Inc.      | Chevrolet   | Rapport |
| 1  | Daytona 500                                  | Jimmie Johnson     | Sterling Marlin    | Ward Burton        | Bill Davis Racing        | Dodge       | Rapport |
| 2  | Subway 400                                   | Ricky Craven       | Matt Kenseth       | Matt Kenseth       | Roush Racing             | Ford        | Rapport |
| 3  | UAW-DaimlerChrysler 400                      | Todd Bodine        | Tony Stewart       | Sterling Marlin    | Chip Ganassi Racing      | Dodge       | Rapport |
| 4  | MBNA America 500                             | Bill Elliott       | Tony Stewart       | Tony Stewart       | Joe Gibbs Racing         | Pontiac     | Rapport |
| 5  | Carolina Dodge Dealers 400                   | Ricky Craven       | Jeff Gordon        | Sterling Marlin    | Chip Ganassi Racing      | Dodge       | Rapport |
| 6  | Food City 500                                | Jeff Gordon        | Dale Earnhardt Jr. | Kurt Busch         | Roush Racing             | Ford        | Rapport |
| 7  | Samsung/RadioShack 500                       | Bill Elliott       | Dale Jarrett       | Matt Kenseth       | Roush Racing             | Ford        | Rapport |
| 8  | Virginia 500                                 | Jeff Gordon        | Tony Stewart       | Bobby Labonte      | Joe Gibbs Racing         | Pontiac     | Rapport |
| 9  | Aaron's 499                                  | Jimmie Johnson     | Dale Earnhardt Jr. | Dale Earnhardt Jr. | Dale Earnhardt Inc.      | Chevrolet   | Rapport |
| 10 | Napa Auto Parts 500                          | Ryan Newman        | Kurt Busch         | Jimmie Johnson     | Hendrick Motorsports     | Chevrolet   | Rapport |
| 11 | Pontiac Excitement 400                       | Ward Burton        | Ward Burton        | Tony Stewart       | Joe Gibbs Racing         | Pontiac     | Rapport |
| U  | Winston Open                                 | Jeremy Mayfield    | Jeremy Mayfield    | Jeremy Mayfield    | Evernham Motorsports     | Dodge       | Rapport |
| U  | No Bull Sprint                               | Ken Schrader       | Ryan Newman        | Ryan Newman        | Penske Racing South      | Ford        | Rapport |
| U  | The Winston                                  | Matt Kenseth       | Jimmie Johnson     | Ryan Newman        | Penske Racing South      | Ford        | Rapport |
| 12 | Coca-Cola Racing Family 600                  | Jimmie Johnson     | Jimmie Johnson     | Mark Martin        | Roush Racing             | Ford        | Rapport |
| 13 | MBNA Platinum 400                            | Matt Kenseth       | Jimmie Johnson     | Jimmie Johnson     | Hendrick Motorsports     | Chevrolet   | Rapport |
| 14 | Pocono 500                                   | Sterling Marlin    | Ricky Rudd         | Dale Jarrett       | Robert Yates Racing      | Ford        | Rapport |
| 15 | Sirius Satellite Radio 400                   | Dale Jarrett       | Dale Jarrett       | Matt Kenseth       | Roush Racing             | Ford        | Rapport |
| 16 | Dodge/Save Mart 350                          | Tony Stewart       | Jeff Gordon        | Ricky Rudd         | Robert Yates Racing      | Ford        | Rapport |
| 17 | Pepsi 400                                    | Kevin Harvick      | Michael Waltrip    | Michael Waltrip    | Dale Earnhardt Inc.      | Chevrolet   | Rapport |
| 18 | Tropicana 400                                | Ryan Newman        | Ryan Newman        | Kevin Harvick      | Richard Childress Racing | Chevrolet   | Rapport |
| 19 | New England 300                              | Bill Elliott       | Matt Kenseth       | Ward Burton        | Bill Davis Racing        | Dodge       | Rapport |
| 20 | Pennsylvania 500                             | Bill Elliott       | Sterling Marlin    | Bill Elliott       | Evernham Motorsports     | Dodge       | Rapport |
| 21 | Brickyard 400                                | Tony Stewart       | Bill Elliott       | Bill Elliott       | Evernham Motorsports     | Dodge       | Rapport |
| 22 | Sirius Satellite Radio at The Glen           | Ricky Rudd         | Tony Stewart       | Tony Stewart       | Joe Gibbs Racing         | Pontiac     | Rapport |
| 23 | Pepsi 400 presented by Farmer Jack           | Dale Earnhardt Jr. | Kevin Harvick      | Dale Jarrett       | Robert Yates Racing      | Ford        | Rapport |
| 24 | Sharpie 500                                  | Jeff Gordon        | Jeff Gordon        | Jeff Gordon        | Hendrick Motorsports     | Chevrolet   | Rapport |
| 25 | Mountain Dew Southern 500                    | Sterling Marlin    | Jeff Gordon        | Jeff Gordon        | Hendrick Motorsports     | Chevrolet   | Rapport |
| 26 | Chevrolet Monte Carlo 400                    | Jimmie Johnson     | Ryan Newman        | Matt Kenseth       | Roush Racing             | Ford        | Rapport |
| 27 | New Hampshire 300                            | Ryan Newman        | Ryan Newman        | Ryan Newman        | Penske Racing South      | Ford        | Rapport |
| 28 | MBNA All-American Heroes 400                 | Rusty Wallace      | Jimmie Johnson     | Jimmie Johnson     | Hendrick Motorsports     | Chevrolet   | Rapport |
| 29 | Protection One 400                           | Dale Earnhardt Jr. | Jeff Gordon        | Jeff Gordon        | Hendrick Motorsports     | Chevrolet   | Rapport |
| 30 | EA Sports 500                                | Jimmie Johnson     | Dale Earnhardt Jr. | Dale Earnhardt Jr. | Dale Earnhardt Inc.      | Chevrolet   | Rapport |
| 31 | UAW-GM Quality 500                           | Tony Stewart       | Jamie McMurray     | Jamie McMurray     | Chip Ganassi Racing      | Dodge       | Rapport |
| 32 | Old Dominion 500                             | Ryan Newman        | Ward Burton        | Kurt Busch         | Roush Racing             | Ford        | Rapport |
| 33 | Napa 500                                     | Tony Stewart       | Kurt Busch         | Kurt Busch         | Roush Racing             | Ford        | Rapport |
| 34 | Pop Secret Microwave Popcorn 400             | Ryan Newman        | Mark Martin        | Johnny Benson      | MBV Motorsports          | Pontiac     | Rapport |
| 35 | Checker Auto Parts 500 presented by Pennzoil | Ryan Newman        | Kurt Busch         | Matt Kenseth       | Roush Racing             | Ford        | Rapport |
| 36 | Ford 400                                     | Kurt Busch         | Joe Nemechek       | Kurt Busch         | Roush Racing             | Ford        | Rapport |

## Slutställning

### Förarmästerskapet
| Plats | Förare             | Poäng |
| ----- | ------------------ | ----- |
| 1     | Tony Stewart       | 4800  |
| 2     | Mark Martin        | 4762  |
| 3     | Kurt Busch         | 4641  |
| 4     | Jeff Gordon        | 4607  |
| 5     | Jimmie Johnson     | 4600  |
| 6     | Ryan Newman        | 4593  |
| 7     | Rusty Wallace      | 4574  |
| 8     | Matt Kenseth       | 4432  |
| 9     | Dale Jarrett       | 4415  |
| 10    | Ricky Rudd         | 4323  |
| 11    | Dale Earnhardt Jr. | 4270  |
| 12    | Jeff Burton        | 4259  |
| 13    | Bill Elliott       | 4158  |
| 14    | Michael Waltrip    | 3985  |
| 15    | Ricky Craven       | 3888  |
| 16    | Bobby Labonte      | 3810  |
| 17    | Jeff Green         | 3704  |
| 18    | Sterling Marlin    | 3703  |
| 19    | Dave Blaney        | 3670  |
| 20    | Robby Gordon       | 3632  |
| 21    | Kevin Harvick      | 3501  |
| 22    | Kyle Petty         | 3501  |
| 23    | Elliott Sadler     | 3418  |
| 24    | Terry Labonte      | 3417  |
| 25    | Ward Burton        | 3362  |
| 26    | Jeremy Mayfield    | 3309  |
| 27    | Jimmy Spencer      | 3187  |
| 28    | John Andretti      | 3161  |
| 29    | Jimmy Spencer      | 3132  |
| 30    | Ken Schrader       | 2964  |

### Märkesmästerskapet
| Pos     | Tillverkare | Vinster | Poäng |
| ------- | ----------- | ------- | ----- |
| 1       | Ford        | 14      | 245   |
| 2       | Chevrolet   | 10      | 211   |
| 3       | Dodge       | 7       | 169   |
| 4       | Pontiac     | 5       | 167   |
| Källor: |             |         |       |